# Championnat de France féminin de football de deuxième division 1985-1986
Navigation
Édition précédente Édition suivante
Le Division 2 1985-1986  est la 4e édition du Championnat de France féminin de football de seconde division. 
Les premiers niveaux nationaux du championnat féminin ont un format particulier lors de cette saison. En effet, au début, l'ensemble des équipes de première et de deuxième division s'affrontent lors d'une phase commune opposant quarante-huit clubs répartis dans huit groupes de six équipes, en une série de douze rencontres jouées durant la première partie de la saison de football. Les trois meilleures équipes de chaque groupe sont alors qualifiées pour participer à la Division 1 et les trois dernières participent à la Division 2. 
Dans un deuxième temps, les équipes participantes au championnat de deuxième division sont répartis en quatre groupes de six équipes qui s'affrontent à deux reprises durant la deuxième moitié de la saison. Les meilleures équipes de chaque groupe se qualifie ensuite pour les demi-finales, avant que les deux meilleures équipes ne s'affrontent lors de la finale du championnat à la fin de la saison.
Les deux équipes terminant aux deux dernières places d'un de ces quatre nouveaux groupes, sont quant à elles reléguées en division inférieure.
Lors de l'exercice précédent, l'OS Monaco, le RC Paillade, le FC Loubesien, l'ESTC Poitiers, l'ESOF Saint-André d'Ornay, le CA Lisieux, le FC Baldersheim, l'AS Sault-lès-Rethel, le RC Saint-Étienne et l'US Baume-les-Dames, ont gagné le droit de participer au tournoi préliminaire après avoir remporté leurs compétitions régionales respectives. 
À l'issue de la saison, l'US Villaines décroche le premier titre de champion de France de deuxième division de son histoire en battant en finale le FCF Juvisy sur le score de quatre buts à deux. Dans le bas du classement, l'AS Saint-Quentin, le Stade de Reims, le Langon FC, le CA Lisieux, le FC Loubesien et l'Olympique de Marseille, sont relégués en division inférieure. Le FC Vendenheim, le RC Saint-Étienne, l'UA Valettoise, le FC Bergot sont quant à eux relégués pour des raisons administratives et financières.

## Participants
Ces tableaux présentent les vingt-quatre équipes qualifiées pour disputer le championnat 1985-1986. On y trouve le nom des clubs, la date de création du club, l'année de la dernière accession à la seconde division, la division dans laquelle ils évoluaient auparavant, le nom des stades ainsi que la capacité de ces derniers.
Le championnat comprend quatre groupes de six équipes.
Légende des couleurs
- Champion de Division 2 la saison précédente.
- Promu de division inférieure.

| \| AC Abbeville AO Boranaise AS Saint-Quentin FCE Le Neubourg CA Lisieux FCF Juvisy \| Localisation des clubs engagés dans le groupe A du championnat. |
| AC Abbeville AO Boranaise AS Saint-Quentin FCE Le Neubourg CA Lisieux FCF Juvisy                                                                       |

| Nom du club      | Date de création | Dernière accession | Division 1984-1985 | Stade                | Capacité | Vict. |
| ---------------- | ---------------- | ------------------ | ------------------ | -------------------- | -------- | ----- |
| FCF Juvisy       | 1971             | 1985               | D1                 | Stade Georges Maquin | 2 000    | /     |
| AC Abbeville     | 1975             | 1984               | D2                 | Stade Paul-Delique   | 5 048    | /     |
| AO Boranaise     | -                | 1984               | D2                 | Stade Municipal      | -        | 1     |
| AS Saint-Quentin | 1980             | 1983               | D2                 | Stade Philippe Roth  | -        | /     |
| FCE Le Neubourg  | -                | 1983               | D2                 | Stade Marcel Guillot | -        | 1     |
| CA Lisieux       | -                | 1985               | Div. Inf.          | -                    | -        | /     |

| \| FC Vendenheim Stade de Reims AC Gy Paris SG AS Sault-lès-Rethel US Baume-les-Dames \| Localisation des clubs engagés dans le groupe B du championnat. |
| FC Vendenheim Stade de Reims AC Gy Paris SG AS Sault-lès-Rethel US Baume-les-Dames                                                                       |

| Nom du club         | Date de création | Dernière accession | Division 1984-1985 | Stade                 | Capacité | Vict. |
| ------------------- | ---------------- | ------------------ | ------------------ | --------------------- | -------- | ----- |
| FC Vendenheim       | 1974             | 1985               | D1                 | Stade Waldeck         | -        | /     |
| Stade de Reims      | 1968             | 1985               | D1                 | -                     | -        | /     |
| AC Gy               | -                | 1984               | D2                 | -                     | -        | /     |
| Paris SG            | 1971             | 1979               | D2                 | Stade Georges Lefevre | 3 500    | /     |
| AS Sault-lès-Rethel | -                | 1985               | Div. Inf.          | -                     | -        | /     |
| US Baume-les-Dames  | -                | 1985               | Div. Inf.          | -                     | -        | /     |

| \| ES Arpajonnaise Langon FC SMUC Saint-Joseph Olympique de Marseille UA Valettoise RC Saint-Étienne \| Localisation des clubs engagés dans le groupe C du championnat. |
| ES Arpajonnaise Langon FC SMUC Saint-Joseph Olympique de Marseille UA Valettoise RC Saint-Étienne                                                                       |

| Nom du club            | Date de création | Dernière accession | Division 1984-1985 | Stade                 | Capacité | Vict. |
| ---------------------- | ---------------- | ------------------ | ------------------ | --------------------- | -------- | ----- |
| SMUC Saint-Joseph      | -                | 1985               | D1                 | Stade Flotte          | -        | /     |
| ES Arpajonnaise        | -                | 1983               | D2                 | Stade du Pont         | -        | /     |
| Langon FC              | -                | 1983               | D2                 | Stade Octave Octavin  | -        | /     |
| Olympique de Marseille | 1920             | 1983               | D2                 | Stade de la Pépinière | -        | /     |
| UA Valettoise          | -                | 1984               | D2                 | Stade Vallis Laeta    | -        | /     |
| RC Saint-Étienne       | 1977             | 1985               | Div. Inf.          | Stade Léon Nautin     | 1 500    | /     |

| \| ASPTT Bordeaux AS Gagnerie FC Bergot US Villaines ESOF Saint-André d'Ornay FC Loubesien \| Localisation des clubs engagés dans le groupe D du championnat. |
| ASPTT Bordeaux AS Gagnerie FC Bergot US Villaines ESOF Saint-André d'Ornay FC Loubesien                                                                       |

| Nom du club              | Date de création | Dernière accession | Division 1984-1985 | Stade                | Capacité | Vict. |
| ------------------------ | ---------------- | ------------------ | ------------------ | -------------------- | -------- | ----- |
| ASPTT Bordeaux           | -                | 1985               | D1                 | -                    | -        | /     |
| AS Gagnerie              | 1973             | 1983               | D2                 | Stade Val de Chézine | 300      | /     |
| FC Bergot                | 1974             | 1983               | D2                 | Stade Kérédern       | -        | /     |
| US Villaines             | -                | 1984               | D2                 | -                    | -        | /     |
| ESOF Saint-André d'Ornay | 1978             | 1985               | Div. Inf.          | -                    | -        | /     |
| FC Loubesien             | -                | 1985               | Div. Inf.          | Stade Municipal      | -        | /     |

## Compétition

### Tour préliminaire
Le tour préliminaire est composé des quarante-huit équipes de Division 1 et de Division 2 qui sont réparties dans huit groupes de six.
Le classement est calculé avec le barème de points suivant : une victoire vaut deux points, le match nul un et la défaite zéro.
Critères de départage en cas d'égalité au classement :
1. classement aux points des matchs joués entre les clubs ex æquo ;
2. différence entre les buts marqués et les buts concédés par chacun d’eux au cours des matchs qui les ont opposés ;
3. différence entre les buts marqués et les buts concédés sur la totalité des matchs joués dans le championnat ;
4. plus grand nombre de buts marqués sur la totalité des matchs joués dans le championnat ;
5. en cas de nouvelle égalité, une rencontre supplémentaire aura lieu sur terrain neutre avec, éventuellement, l’épreuve des tirs au but.

Légende des couleurs
- Joue le titre de Division 1.
- Joue le titre de Division 2 et la relégation.
- T : Tenant du titre.
- P : Promu de division inférieure.

Source : Erik Garin et Hervé Morard, « France - List of Women Final Tables », sur rsssf.com
| Cls | Équipe                 | Pts |
| --- | ---------------------- | --- |
| 1   | OS Monaco P            | 19  |
| 2   | Caluire SCSC           | 14  |
| 3   | FCF Valence            | 12  |
| 4   | SMUC Saint-Joseph      | 10  |
| 5   | Olympique de Marseille | 4   |
| 6   | UA Valettoise          | 1   |

| Cls | Équipe          | Pts |
| --- | --------------- | --- |
| 1   | ASF Muret       | 17  |
| 2   | RC Paillade P   | 14  |
| 3   | Toulouse OM     | 12  |
| 4   | FC Loubesien P  | 10  |
| 5   | Langon FC       | 5   |
| 6   | ES Arpajonnaise | 2   |

| Cls | Équipe                     | Pts |
| --- | -------------------------- | --- |
| 1   | ESTC Poitiers P            |     |
| 2   | ASJ Soyaux                 |     |
| 3   | US Montfaucon              |     |
| 4   | ASPTT Bordeaux             |     |
| 5   | ASG Saint-Herblain         |     |
| 6   | ESOF Saint-André d'Ornay P |     |

| Cls | Équipe           | Pts |
| --- | ---------------- | --- |
| 1   | Stade quimperois | 18  |
| 2   | Saint-Brieuc SC  | 16  |
| 3   | FCF Condéen      | 12  |
| 4   | FC Bergot        | 8   |
| 5   | CA Lisieux P     | 3   |
| 6   | US Villaines     | 3   |

| Cls | Équipe          | Pts |
| --- | --------------- | --- |
| 1   | Tours EC        | 18  |
| 2   | Poissy JSF      | 14  |
| 3   | US Orléans      | 8   |
| 4   | Paris SG        | 8   |
| 5   | AO Boranaise T  | 6   |
| 6   | FCE Le Neubourg | 6   |

| Cls | Équipe             | Pts |
| --- | ------------------ | --- |
| 1   | VGA Saint-Maur     | 19  |
| 2   | FCF Hénin-Beaumont | 17  |
| 3   | AC Cambrésien      | 11  |
| 4   | FCF Juvisy         | 6   |
| 5   | AS Saint-Quentin   | 4   |
| 6   | AC Abbeville       | 3   |

| Cls | Équipe                | Pts |
| --- | --------------------- | --- |
| 1   | FC Metz               | 14  |
| 2   | ASPTT Strasbourg      | 11  |
| 3   | FC Baldersheim P      | 6   |
| 4   | AS Sault-lès-Rethel P | 3   |
| 5   | FC Vendenheim         | 0   |
| 6   | Stade de Reims        | 0   |

| Cls | Équipe               | Pts |
| --- | -------------------- | --- |
| 1   | FC Lyon              | 14  |
| 2   | AS Moulins           | 13  |
| 3   | AS Toussieu          | 10  |
| 4   | RC Saint-Étienne P   | 9   |
| 5   | AC Gy                | 9   |
| 6   | US Baume-les-Dames P | 5   |

### Tour principal de deuxième division
Pour le tour principal de première division, voir l'article sur la Division 1 1985-1986.
Classement
Le classement est calculé avec le barème de points suivant : une victoire vaut deux points, le match nul un et la défaite zéro.
Critères de départage en cas d'égalité au classement :
1. classement aux points des matchs joués entre les clubs ex æquo ;
2. différence entre les buts marqués et les buts concédés par chacun d’eux au cours des matchs qui les ont opposés ;
3. différence entre les buts marqués et les buts concédés sur la totalité des matchs joués dans le championnat ;
4. plus grand nombre de buts marqués sur la totalité des matchs joués dans le championnat ;
5. en cas de nouvelle égalité, une rencontre supplémentaire aura lieu sur terrain neutre avec, éventuellement, l’épreuve des tirs au but.

Légende des couleurs
- Qualifié pour les demi-finales de la compétition.
- Relégué en division inférieure.
- T : Tenant du titre.
- P : Promu de division inférieure.

Source : Erik Garin et Hervé Morard, « France - List of Women Final Tables », sur rsssf.com
| Cls | Équipe           | Pts |
| --- | ---------------- | --- |
| 1   | FCF Juvisy       |     |
| 2   | AC Abbeville     |     |
| 3   | AO Boranaise T   |     |
| 4   | FCE Le Neubourg  |     |
| 5   | AS Saint-Quentin |     |
| 6   | CA Lisieux P     |     |

| Cls | Équipe                | Pts |
| --- | --------------------- | --- |
| 1   | Paris SG              |     |
| 2   | AS Sault-lès-Rethel P |     |
| 3   | US Baume-les-Dames P  |     |
| 4   | FC Vendenheim         |     |
| 5   | AC Gy                 |     |
| 6   | Stade de Reims        |     |

| Cls | Équipe                 | Pts |
| --- | ---------------------- | --- |
| 1   | RC Saint-Étienne P     |     |
| 2   | ES Arpajonnaise        |     |
| 3   | UA Valettoise          |     |
| 4   | SMUC Saint-Joseph      |     |
| 5   | Langon FC              |     |
| 6   | Olympique de Marseille |     |

| Cls | Équipe                     | Pts |
| --- | -------------------------- | --- |
| 1   | US Villaines               |     |
| 2   | FC Bergot                  |     |
| 3   | AS Gagnerie                |     |
| 4   | ESOF Saint-André d'Ornay P |     |
| 5   | FC Loubesien P             |     |
| 6   | ASPTT Bordeaux             |     |

Nota :
1. 1 2 3 4  Du fait du changement de format lors de la saison suivante, certains club sont relégués administrativement bien qu'ayant obtenu le maintien sportivement.
2. 1 2  L'AC Gy et l'ASPTT Bordeaux profitent du désistement de nombreux clubs de division 2 pour conserver leur place en Division 1 lors de la saison suivante.

Résultats

### Phase finale
Source : Erik Garin et Hervé Morard, « France - List of Women Final Tables », sur rsssf.com
|  |              |              |            |                  |   |   |  |  |  |  |  |  |          |  |  |  |
|  |              |              |            |                  |   |   |  |  |  |  |  |  |          |  |  |  |
|  |              |              |            |                  |   |   |  |  |  |  |  |  | Mérignac |  |  |  |
|  |              |              |            |                  |   |   |  |  |  |  |  |  |          |  |  |  |
|  |              |              |            |                  |   |   |  |  |  |  |  |  |          |  |  |  |
|  |              |              |            |                  |   |   |  |  |  |  |  |  |          |  |  |  |
|  |              |              |            |                  |   |   |  |  |  |  |  |  |          |  |  |  |
|  | 1er gr.B     | Paris SG     | 0          | 0                |   |   |  |  |  |  |  |  |          |  |  |  |
|  | 1er gr.B     | Paris SG     | 0          | 0                |   |   |  |  |  |  |  |  |          |  |  |  |
|  |              |              | 1er gr.D   | US Villaines     | 5 | 4 |  |  |  |  |  |  |          |  |  |  |
|  |              |              |            |                  | 5 | 4 |  |  |  |  |  |  |          |  |  |  |
|  |              |              |            |                  |   |   |  |  |  |  |  |  |          |  |  |  |
|  |              |              |            |                  |   |   |  |  |  |  |  |  |          |  |  |  |
|  | US Villaines | US Villaines | 4          | 4                |   |   |  |  |  |  |  |  |          |  |  |  |
|  | US Villaines | US Villaines | 4          | 4                |   |   |  |  |  |  |  |  |          |  |  |  |
|  |              |              | FCF Juvisy | FCF Juvisy       | 2 | 2 |  |  |  |  |  |  |          |  |  |  |
|  |              |              |            |                  | 2 | 2 |  |  |  |  |  |  |          |  |  |  |
|  |              |              |            |                  |   |   |  |  |  |  |  |  |          |  |  |  |
|  |              |              |            |                  |   |   |  |  |  |  |  |  |          |  |  |  |
|  | 1er gr.A     | FCF Juvisy   | 6          | 3                |   |   |  |  |  |  |  |  |          |  |  |  |
|  | 1er gr.A     | FCF Juvisy   | 6          | 3                |   |   |  |  |  |  |  |  |          |  |  |  |
|  |              |              | 1er gr.C   | RC Saint-Étienne | 0 | 0 |  |  |  |  |  |  |          |  |  |  |
|  |              |              |            |                  | 0 | 0 |  |  |  |  |  |  |          |  |  |  |
|  |              |              |            |                  |   |   |  |  |  |  |  |  |          |  |  |  |
|  |              |              |            |                  |   |   |  |  |  |  |  |  |          |  |  |  |
|  |              |              |            |                  |   |   |  |  |  |  |  |  |          |  |  |  |
|  |              |              |            |                  |   |   |  |  |  |  |  |  |          |  |  |  |

## Bilan de la saison
| Championnat de France féminin de football de deuxième division 1985-1986 |                           |
| Champion                                                                 | US Villaines (1er titre)  |
| Dauphin                                                                  | FCF Juvisy                |
| Promotions et relégations                                                |                           |
| Promus en Division 1                                                     | FOS Hem                   |
| Promus en Division 1                                                     | AS Nancy-Lorraine         |
| Promus en Division 1                                                     | RCF Mâcon                 |
| Promus en Division 1                                                     | RC Colmar                 |
| Promus en Division 1                                                     | Grenoble FF               |
| Promus en Division 1                                                     | ES Saint-Rémy-de-Provence |
| Promus en Division 1                                                     | ES Port-la-Nouvelle       |
| Promus en Division 1                                                     | US Cissé                  |
| Promus en Division 1                                                     | AC Montricoux             |
| Promus en Division 1                                                     | AS Gagnerie               |
| Promus en Division 1                                                     | Milizac Foot              |
| Promus en Division 1                                                     | AS Pont-de-Ruan           |
| Relégués en Division d'Honneur                                           | FC Loubesien              |
| Relégués en Division d'Honneur                                           | Olympique de Marseille    |
| Relégués en Division d'Honneur                                           | FC Vendenheim             |
| Relégués en Division d'Honneur                                           | AS Saint-Étienne          |
| Relégués en Division d'Honneur                                           | AS Saint-Quentin          |
| Relégués en Division d'Honneur                                           | FC Bergot                 |
| Relégués en Division d'Honneur                                           | Stade de Reims            |
| Relégués en Division d'Honneur                                           | UA Valettoise             |
| Relégués en Division d'Honneur                                           | Langon FC                 |
| Relégués en Division d'Honneur                                           | CA Lisieux                |